# Dümlerhütte
Die Dümlerhütte ist eine Schutzhütte der Sektion Touristenklub Linz des Österreichischen Alpenvereins.

## Lage
Die Dümlerhütte liegt auf 1495 m ü. A. auf der Stofferalm am nordöstlichen Fuße des Warschenecks in Oberösterreich. Zur Versorgung mit Gütern existiert eine Materialseilbahn.

## Geschichtliches
Erbaut wurde sie 1894 von der Sektion Windischgarsten des Österreichischen Touristenklubs. Der Lehrer und damalige Schriftführer der Sektion, Max Dümler, war nicht nur maßgeblicher Planer und Organisator des Bauvorhabens, er hatte auch großen Anteil an der Erschließung dieser Region. 1923 erwarb der Touristenklub Linz die Hütte. Erweiterungen erfolgten 1928 bis 1984.
2001/2002 wurde eine Generalsanierung der Hütte vorgenommen und unter anderem die Küche erweitert. 2002 wurde der Dümlerhütte das Umweltgütesiegel für Alpenvereinshütten verliehen.

## Aufstieg
- Gleinkersee, 806 m, Gehzeit: 2 Stunden
- Roßleithen, 591 m, Gehzeit: 2½ Stunden
- Spital am Pyhrn, 658 m, Gehzeit: 3½ Stunden
- Windischgarsten, 613 m, Gehzeit: 3½ Stunden

## Touren von der Dümlerhütte
- Warscheneck ca. 3 Stunden
- Rote Wand ca. 1 Stunde
- Stubwieswipfel ca. 1½ Stunden
- Seespitz ca. 2 Stunden
- Toter Mann ca. 2½ Stunden

## Klettermöglichkeiten
- Windischgarstner Weg auf die Rote Wand (Wandhöhe 120 m, 5 Seillängen 6A3)
- diverse Routen im Klettergarten Rotewandsattel

## Übergang zu anderen Hütten
- Liezener Hütte, 1767 m, Gehzeit: 8 Stunden
- Linzer Haus / Wurzeralm, 1371 m, Gehzeit: 1½ Stunden
- Zellerhütte, 1575 m, Gehzeit: 5 Stunden